# Akmerkez
 (septembre 2014).
Si vous disposez d'ouvrages ou d'articles de référence ou si vous connaissez des sites web de qualité traitant du thème abordé ici, merci de compléter l'article en donnant les références utiles à sa vérifiabilité et en les liant à la section « Notes et références ».
Akmerkez est un centre commercial situé dans le quartier d'Etiler à Istanbul. C'est un projet commandité le 18 décembre 1993 par une coentreprise composée de trois sociétés Akkök, Tekfen and İstikbal. L'ensemble totalise 180 000 mètres carrés et regroupe un centre commercial de près de 250 magasins répartis sur quatre étages et deux tours de bureaux de 14 et 17 étages, ainsi qu'une tour résidentielle de 24 étages.

## Histoire
En 1995, le Conseil international des centres commerciaux décerne le titre du meilleur centre commercial d'Europe à Akmerkez et l'année suivante, celui de meilleur centre commercial du monde. Il le gratifie de sa plus haute distinction, le Prix international du design et du développement. C'est le seul centre commercial au monde à avoir reçu ces deux distinctions.
En 2005, alors qu'Akmerkez fait son introduction en bourse, le groupe allemand Corio rachète 47% des parts pour 149 millions d'euros. En 2014, le groupe français Klépierre rachète les parts de Corio dans Akmerkez pour 4,2 milliards d'euros.
En 2017, 6 restaurants sont détruits sur ordre des autorités d'urbanisme de la ville.

## Caractéristiques
De forme triangulaire, il est reliés aux trois rues principales qui l'entourent pas trois atriums. Il possède 41 escalators, 2 ascenseurs panoramiques et 30 autres ascenseurs qui facilitent l'accès des visiteurs aux différents espaces.

### Enseignes
On y trouve des textiles pour homme, femmes et enfants, de la papeterie, des jouets, des chaussures de sport, des magasins de cadeaux ainsi que des restaurants, un coiffeur, un bureau de change, des équipements électroniques, un pressing, un tailleur de vêtements, des agences de voyage et un supermarché. Le centre accueille notamment un des restaurants chics de la chaine italienne Paper Moon, également présente à Milan et à New York. La livraison est gratuite pour les visiteurs résidents dans les centres d'affaires et hôtels voisins.

### Nombre de visiteurs
Il y a entre 2 et 2,5 millions de visiteurs par mois au centre commercial. Chaque visiteur passe en moyenne 2 heures et demie de temps dans le centre. Les visiteurs étrangers bénéficient sur présentation d'une « carte de courtoisie » de réduction de prix jusqu'à 20 % dans plusieurs boutiques.

### Personnel
250 personnes sont employées pour assurer l'entretien et la sécurité des lieux.

## Galerie de photos

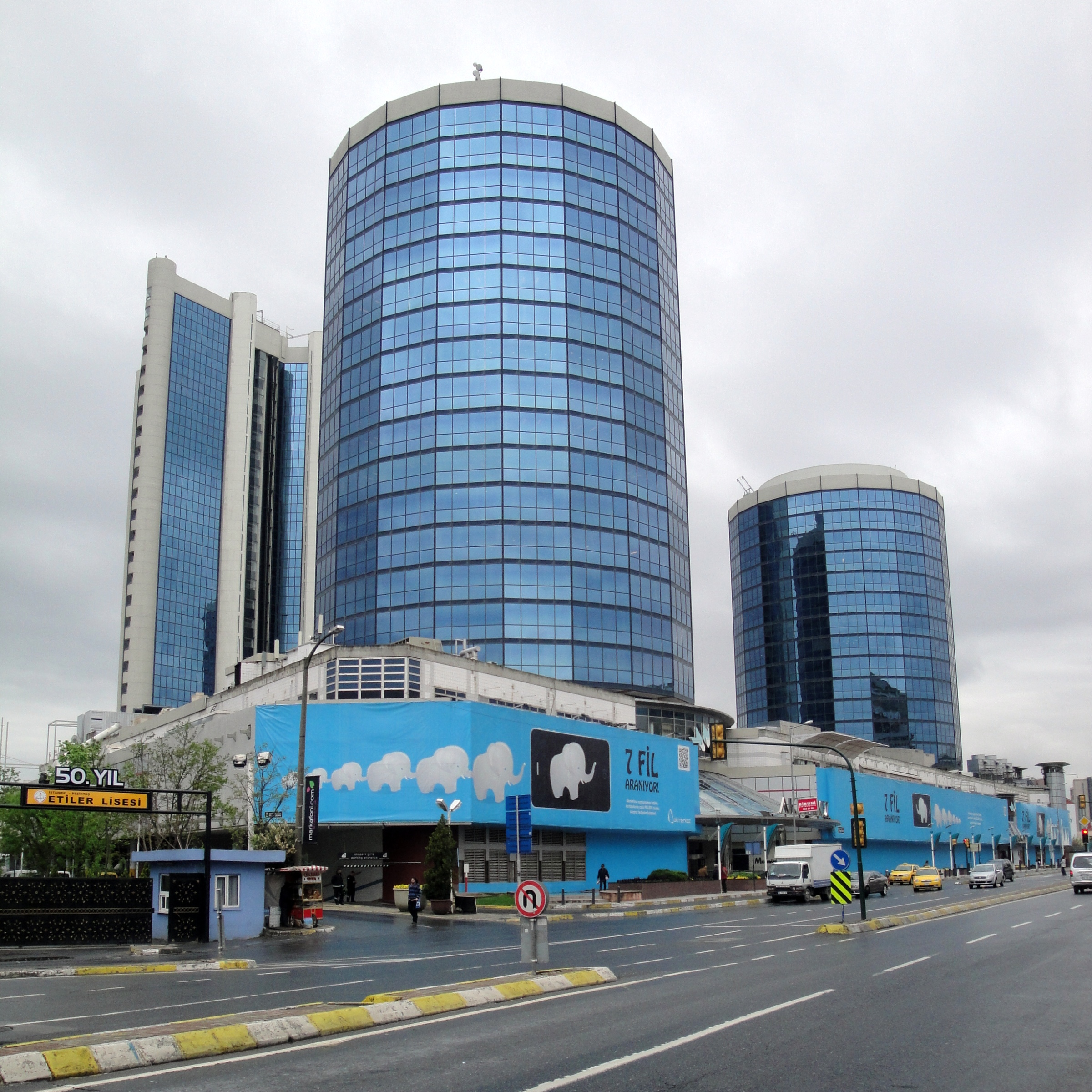
Vue de l'extérieur
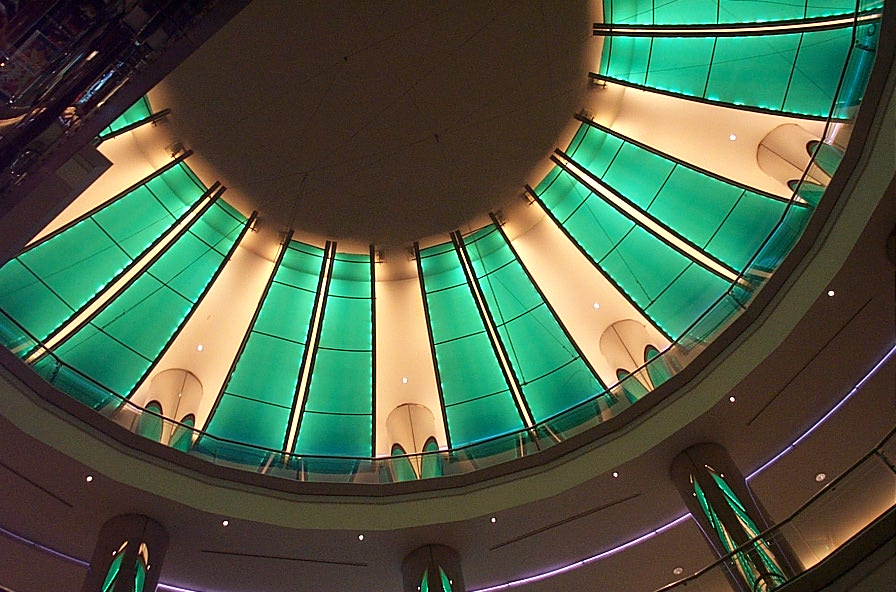
Vue du dôme
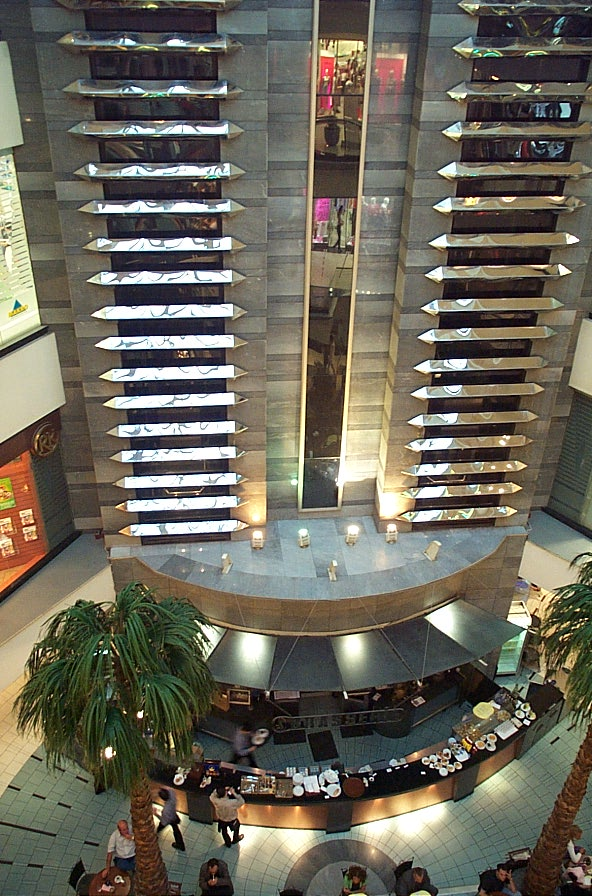
Vue de l'intérieur